# 阿尔德
阿尔德（法語：Ardes，法語發音：[aʁd]）是法国多姆山省的一个市镇，属于伊苏瓦尔区。

## 地理
阿尔德（45°24'13"N, 3°7'35"E）面积16.59 平方千米，位于法国奥弗涅-罗讷-阿尔卑斯大区多姆山省，该省份为法国中南部省份，北起阿列省接壤，东临卢瓦尔省，南至上盧瓦爾省和康塔爾省，西接科雷兹省和克勒兹省。
与阿尔德接壤的市镇（或旧市镇、城区）包括：阿普沙、欧尼亚、马祖瓦尔、朗蒂耶尔。

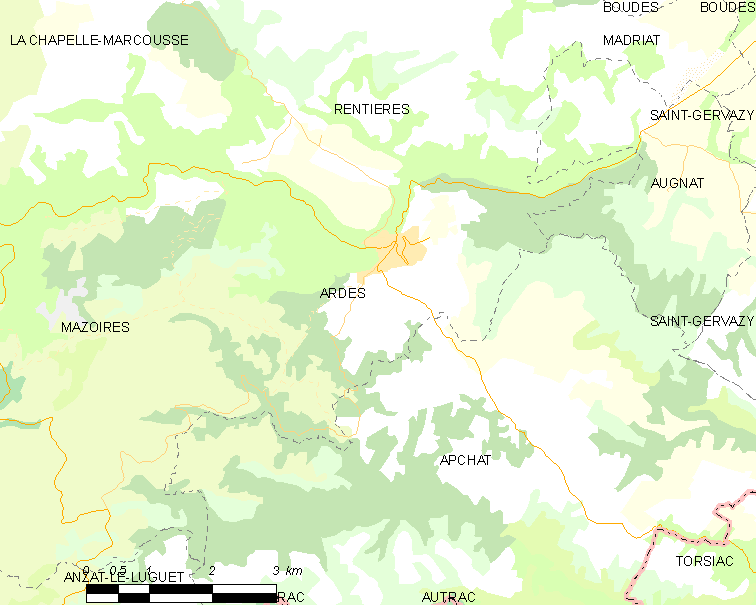
阿尔德的OSM定位图

阿尔德的时区为UTC+01:00、UTC+02:00（夏令时）。

## 行政
阿尔德的邮政编码为63420，INSEE市镇编码为63009。

## 政治
阿尔德所属的省级选区为布拉萨克莱米讷县。

## 人口

1962-2008年间阿尔德人口变化图示

阿尔德于2022年1月1日时的人口数量为599人。